# Св. св. Петър и Павел (Зърновско)
„Св. св. Петър и Павел“ (на албански: Kisha Shën Palit & Pjetrit) е православна църква в преспанското село Зърновско, Албания.

## Местоположение
Църквата е гробищният храм на селото, разположен на километър югоизточно от Зърновско.

## История
Църквата е възложденска. В 1911 година е осветена камбаната на църквата с надпис „Боголюбивите и родолюбивите българи от гр. Струга“. В 2014 година камбаната изчезва. В 1939 година църквата е обновена, за което свидетелства плочата над южния вход. По време на атеистичния режим на Енвер Ходжа в 1967 година църквата е затворена и превърната във военен склад. След демократичните промени е обновена в 1996 година и отново става част от възстановената Албанска православна църква.